# Chelon auratus
Espèce
Statut de conservation UICN

 LC  : Préoccupation mineure
Le mulet doré ou muge doré, Chelon auratus (anciennement Liza aurata), est une espèce de poissons marins de la famille des Mugilidae.

## Distribution
Chelon auratus est présent sur les côtes est de l'Atlantique, de l'Écosse au Cap-Vert, ainsi qu'en Méditerranée et en mer Noire.

## Description
Le mulet doré est aisément identifiable par la tache jaune présente sur les opercules. Les nageoires pectorales sont longues.
La taille maximale est de 60 cm.  

## Habitat
Chelon auratus peut entrer dans les lagons, les estuaires, mais s'aventure rarement en eau douce. Il vit en banc de plusieurs dizaines d'individus. Proches de la côte en été, le mulet doré peut parfois être vu par le plongeur alors qu'il remonte vers le large. Certains spécimens, les plus imposants en taille, se détachent du groupe et se retrouvent en solitaire. 

## Alimentation
Cette espèce se nourrit de petits organismes benthiques, de déchets et parfois d'insectes et de plancton.

## Reproduction
La reproduction a lieu en mer, de juillet à novembre. Les œufs sont pélagiques.